# Latarnia morska Har Carmel
Latarnia morska Har Carmel – latarnia morska położona na szczycie góry Karmel (525 m n.p.m.) górującej nad miastem Hajfą i Zatoką Hajfy. Latarnia wskazuje położenie portu Hajfa we wschodniej części Morza Śródziemnego. Jest to najbardziej charakterystyczny i najważniejszy punkt orientacyjny w nawigacji wzdłuż wybrzeża Izraela.
Budynek latarni został wybudowany w 1864 roku przy klasztorze karmelitów Stella Maris. Jest to ośmiokątna walcowata wieża z latarnią i galerią, która wznosi się na skraju budynku od strony morza. Budynek jest pomalowany na lekko żółty kolor, latarnia w białe i czerwone pasy, a kopuła jest czarna. Latarnia jest uznana za obiekt wojskowy i zamknięta dla dostępu osób nieupoważnionych.

## Dane techniczne
- Wysokość światła: 525 m n.p.m.
- Zasięg światła:
  - 35 Mm (białe)

ARLHS ISR-004

Admiralicja E5945

NGA 113-21212